# Reggenza di Merauke
La reggenza di Merauke (in indonesiano: Kabupaten Merauke) è una reggenza dell'Indonesia, situata nella provincia di Papua meridionale.